# Yungtön Dorje Pel
| Tibetische Bezeichnung                          |
| ----------------------------------------------- |
| Wylie-Transliteration: g.Yung ston rdo rje dpal |

Yungtön Dorje Pel (tib. g.Yung ston rdo rje dpal; geb. 1284; gest. 1365) war eine Persönlichkeit des tibetischen Buddhismus.

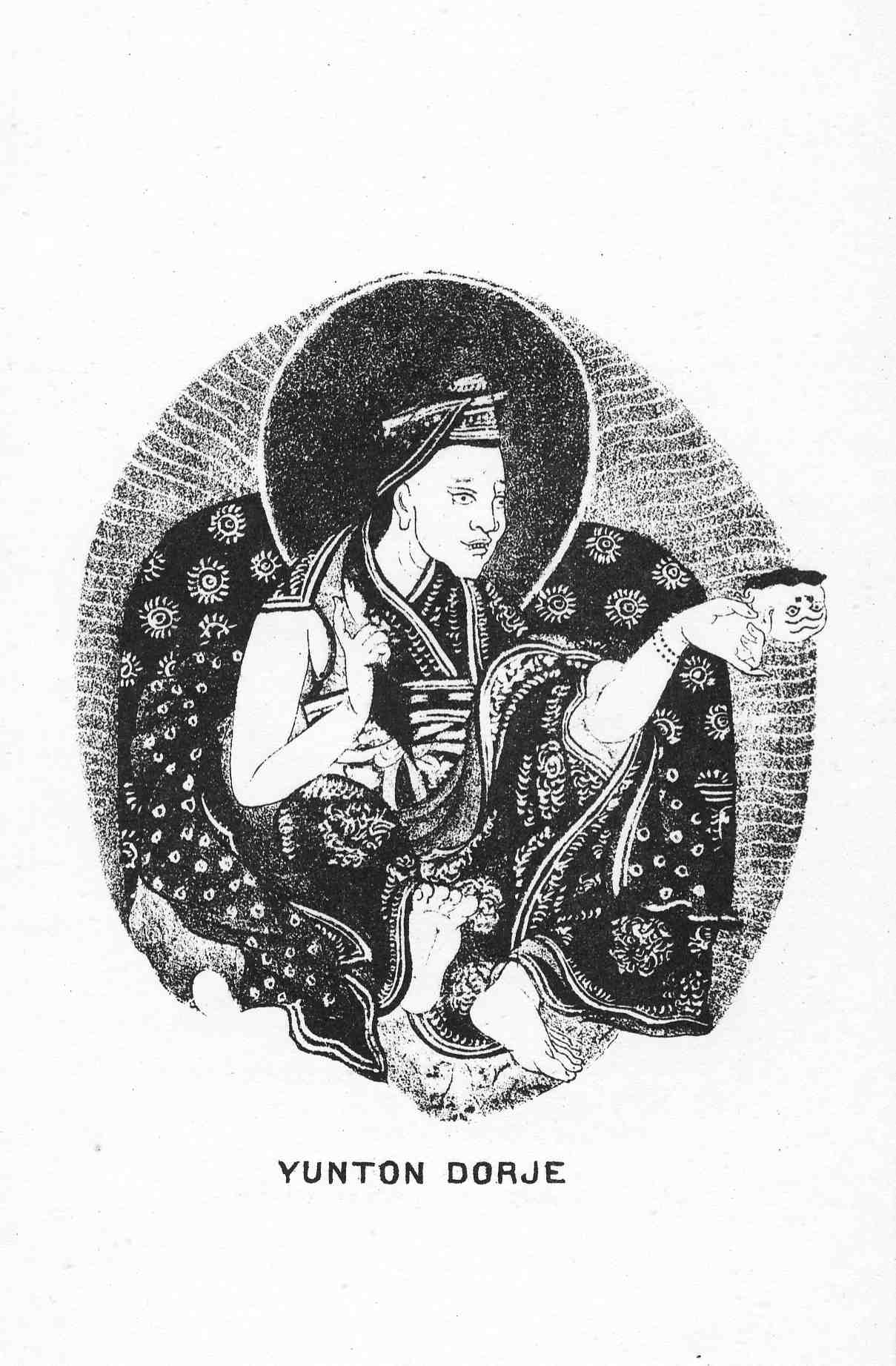
Yungtön Dorje Pel –	aus einer Publikation von Sarat Chandra Das (1849–1917), „Contributions on Tibet“, in: Journal of the Asiatic Society of Bengal Vol. LI (1882)

Er war als guter Kenner der alten und neuen Mantra-Tradition bekannt und wurde der wahre spirituelle Sohn des dritten Gyalwa Karmapa, Rangjung Dorje. Er wurde mit ihm an den mongolischen Hof der Yuan-Dynastie in Peking berufen und pflegte vor allem esoterische Praktiken.